# Scherma ai Giochi della XV Olimpiade - Spada individuale maschile
La competizione della spada individuale maschile  di scherma ai Giochi della XV Olimpiade si tenne i giorni 27 e 28 luglio 1952 ai campi da tennis di Espoo presso Helsinki.

## Risultati

### 1º Turno
Si è disputato il 23 luglio. Otto gruppi eliminatori i primi quattro classificati accedevano al secondo turno assieme ai tre schermidori delle squadre classificate ai primi quattro posti del torneo a squadre.
| Nazione     | Atleta                |
| ----------- | --------------------- |
| Italia      | Edoardo Mangiarotti   |
| Italia      | Dario Mangiarotti     |
| Italia      | Carlo Pavesi          |
| Svezia      | Per Carleson          |
| Svezia      | Carl Forssell         |
| Svezia      | Sven Fahlman          |
| Svizzera    | Oswald Zappelli       |
| Svizzera    | Paul Barth            |
| Svizzera    | Paul Meister          |
| Lussemburgo | Léon Buck             |
| Lussemburgo | Émile Gretsch         |
| Lussemburgo | Jean-Fernand Leischen |

| Pos. | Atleta            | Nazione   | Vittorie | Sconfitte | Stoccate contro |
| ---- | ----------------- | --------- | -------- | --------- | --------------- |
| 1    | Adam Krajewski    | Polonia   | 5        | 1         | 8               |
| 2    | Antonio Haro      | Messico   | 5        | 1         | 9               |
| 3    | Erkki Kerttula    | Finlandia | 4        | 2         | 10              |
| 4    | József Sákovics   | Ungheria  | 4        | 2         | 12              |
| 5    | Alfred Eriksen    | Norvegia  | 2        | 4         | 14              |
| 6    | Robert Henrion    | Belgio    | 2        | 4         | 16              |
| 7    | Gustavo Gutiérrez | Venezuela | 2        | 4         | 16              |
| 8    | Eduardo López     | Guatemala | 0        | 6         | 18              |

| Pos. | Atleta                 | Nazione    | Vittorie | Sconfitte | Stoccate contro |
| ---- | ---------------------- | ---------- | -------- | --------- | --------------- |
| 1    | Raimondo Carnera       | Danimarca  | 5        | 2         | 8               |
| 2    | Fathallah Abdel Rahman | Egitto     | 5        | 2         | 10              |
| 3    | Álvaro Mário Mourão    | Portogallo | 4        | 3         | 13              |
| 4    | Emilio Meraz           | Messico    | 4        | 3         | 13              |
| 5    | Darío Amaral           | Brasile    | 4        | 3         | 15              |
| 6    | Vito Simonetti         | Argentina  | 2        | 5         | 16              |
| 7    | Tôn Thất Hải           | Vietnam    | 2        | 5         | 19              |
| 8    | George Carpenter       | Irlanda    | 1        | 6         | 19              |

| Pos. | Atleta              | Nazione          | Vittorie | Sconfitte | Stoccate contro |
| ---- | ------------------- | ---------------- | -------- | --------- | --------------- |
| 1    | Béla Rerrich        | Ungheria         | 5        | 2         | 10              |
| 2    | Allan Jay           | Gran Bretagna    | 4        | 3         | 9               |
| 3    | César Pekelman      | Brasile          | 4        | 3         | 13              |
| 4    | Wojciech Rydz       | Polonia          | 4        | 3         | 14              |
| 5    | Yury Deksbakh       | Unione Sovietica | 3        | 4         | 13              |
| 6    | Vasile Chelaru      | Romania          | 3        | 4         | 14              |
| 7    | Giovanni Bertorelli | Venezuela        | 1        | 6         | 19              |
| 8    | Paddy Duffy         | Irlanda          | 1        | 6         | 19              |

| Pos. | Atleta               | Nazione     | Vittorie | Sconfitte | Stoccate contro |
| ---- | -------------------- | ----------- | -------- | --------- | --------------- |
| 1T   | Mogens Lüchow        | Danimarca   | 5        | 1         | 7               |
| 1T   | Jean-Baptiste Maquet | Belgio      | 5        | 2         | 11              |
| 3    | Ed Vebell            | Stati Uniti | 4        | 2         | 12              |
| 4    | Andrzej Przeździecki | Polonia     | 3        | 4         | 15              |
| 5    | Edward Brooke        | Canada      | 3        | 4         | 14              |
| 6    | Santiago Massini     | Argentina   | 2        | 5         | 16              |
| 7    | Zoltan Uray          | Romania     | 1        | 6         | 18              |
| 8    | Charles Stanmore     | Australia   | 1        | 6         | 19              |

| Pos. | Atleta             | Nazione          | Vittorie | Sconfitte | Stoccate contro |
| ---- | ------------------ | ---------------- | -------- | --------- | --------------- |
| 1    | Ivan Lund          | Australia        | 5        | 2         | 14              |
| 2    | René Dybkær        | Danimarca        | 5        | 1         | 8               |
| 3    | Johan von Koss     | Norvegia         | 4        | 3         | 12              |
| 4    | Ghislain Delaunois | Belgio           | 4        | 3         | 13              |
| 5    | Armand Mouyal      | Francia          | 3        | 4         | 15              |
| 6    | Enrique Rettberg   | Argentina        | 2        | 4         | 13              |
| 7    | Abelardo Menéndez  | Cuba             | 1        | 6         | 20              |
| 8    | Juozas Ūdras       | Unione Sovietica | 1        | 6         | 20              |

| Pos. | Atleta          | Nazione          | Vittorie | Sconfitte | Stoccate contro |
| ---- | --------------- | ---------------- | -------- | --------- | --------------- |
| 1    | Álvaro Pinto    | Portogallo       | 6        | 1         | 9               |
| 2    | Claude Nigon    | Francia          | 6        | 1         | 11              |
| 3    | Ronald Parfitt  | Gran Bretagna    | 4        | 3         | 16              |
| 4    | Tom Kearney     | Irlanda          | 3        | 4         | 17              |
| 5    | Rubén Soberón   | Guatemala        | 3        | 4         | 14              |
| 6    | Walter de Paula | Brasile          | 3        | 4         | 15              |
| 7    | Lev Saychuk     | Unione Sovietica | 2        | 5         | 18              |
| 8    | Heikki Raitio   | Finlandia        | 1        | 6         | 19              |

| Pos. | Atleta             | Nazione     | Vittorie | Sconfitte | Stoccate contro |
| ---- | ------------------ | ----------- | -------- | --------- | --------------- |
| 1    | Barnabás Berzsenyi | Ungheria    | 4        | 3         | 19              |
| 2    | Rolf Wiik          | Finlandia   | 4        | 4         | 18              |
| 3    | Benito Ramos       | Messico     | 4        | 3         |                 |
| 4    | René Bougnol       | Francia     | 3        | 4         |                 |
| 5    | Juan Camous        | Venezuela   | 3        | 4         |                 |
| 6    | Alfred Skrobisch   | Stati Uniti | 3        | 4         |                 |
| 7    | Erwin Kroggel      | Germania    | 3        | 4         |                 |
| 8    | Shinichi Maki      | Giappone    | 1        | 6         |                 |

| Pos. | Atleta            | Nazione       | Vittorie | Sconfitte | Stoccate contro |
| ---- | ----------------- | ------------- | -------- | --------- | --------------- |
| 1    | Nicolae Marinescu | Romania       | 5        | 2         | 13              |
| 2    | Egill Knutzen     | Norvegia      | 4        | 3         | 13              |
| 3    | Carlos Dias       | Portogallo    | 3        | 4         | 17              |
| 4    | John Fethers      | Australia     | 3        | 4         | 17              |
| 5    | Paul Makler, Sr.  | Stati Uniti   | 3        | 4         | 14              |
| 6    | René Paul         | Gran Bretagna | 2        | 5         | 18              |
| 7    | Antonio Chocano   | Guatemala     | 1        | 6         | 19              |
| 8    | Roland Asselin    | Canada        | 1        | 6         | 19              |

### 2º Turno
Si è disputato il 23 luglio. Cinque gruppi eliminatori i primi quattro classificati accedevano alle semifinali
| Pos. | Atleta               | Nazione    | Vittorie | Sconfitte | Stoccate contro |
| ---- | -------------------- | ---------- | -------- | --------- | --------------- |
| 1    | Dario Mangiarotti    | Italia     | 6        | 1         | 8               |
| 2    | Sven Fahlman         | Svezia     | 6        | 2         | 12              |
| 3    | Jean-Baptiste Maquet | Belgio     | 5        | 2         | 11              |
| 4    | René Bougnol         | Francia    | 5        | 3         | 19              |
| 5    | Antonio Haro         | Messico    | 4        | 4         | 18              |
| 6    | César Pekelman       | Brasile    | 3        | 5         | 18              |
| 7    | Nicolae Marinescu    | Romania    | 3        | 5         | 20              |
| 8    | Wojciech Rydz        | Polonia    | 2        | 5         | 17              |
| 9    | Álvaro Pinto         | Portogallo | 0        | 7         | 21              |

| Pos. | Atleta              | Nazione       | Vittorie | Sconfitte | Stoccate contro |
| ---- | ------------------- | ------------- | -------- | --------- | --------------- |
| 1    | Edoardo Mangiarotti | Italia        | 5        | 2         | 9               |
| 2    | Allan Jay           | Gran Bretagna | 5        | 2         | 10              |
| 3    | Ed Vebell           | Stati Uniti   | 4        | 3         | 13              |
| 4    | Álvaro Mário Mourão | Portogallo    | 4        | 3         | 15              |
| 5    | Emilio Meraz        | Messico       | 3        | 4         | 15              |
| 6    | Claude Nigon        | Francia       | 3        | 4         | 17              |
| 7    | Béla Rerrich        | Ungheria      | 2        | 5         | 18              |
| 8    | Paul Meister        | Svizzera      | 1        | 6         | 20              |

| Pos. | Atleta                 | Nazione     | Vittorie | Sconfitte | Stoccate contro |
| ---- | ---------------------- | ----------- | -------- | --------- | --------------- |
| 1    | Fathallah Abdel Rahman | Egitto      | 5        | 3         | 14              |
| 2    | Carlo Pavesi           | Italia      | 5        | 1         | 4               |
| 3    | Léon Buck              | Lussemburgo | 5        | 1         | 8               |
| 4    | René Dybkær            | Danimarca   | 4        | 4         | 19              |
| 5    | Paul Barth             | Svizzera    | 4        | 4         | 14              |
| 6    | Johan von Koss         | Norvegia    | 2        | 5         | 17              |
| 7    | Andrzej Przeździecki   | Polonia     | 2        | 5         | 19              |
| 8    | Ivan Lund              | Australia   | 1        | 6         | 19              |
| 9    | Carlos Dias            | Portogallo  | 1        | 6         | 20              |

| Pos. | Atleta             | Nazione       | Vittorie | Sconfitte | Stoccate contro |
| ---- | ------------------ | ------------- | -------- | --------- | --------------- |
| 1    | Émile Gretsch      | Lussemburgo   | 5        | 3         |                 |
| 2    | Rolf Wiik          | Finlandia     | 5        | 3         | 20              |
| 3    | Mogens Lüchow      | Danimarca     | 5        | 3         | 20              |
| 4    | Carl Forssell      | Svezia        | 4        | 4         |                 |
| 5    | Ghislain Delaunois | Belgio        | 4        | 4         | 22              |
| 6    | Barnabás Berzsenyi | Ungheria      | 4        | 4         | 23              |
| 7    | Ronald Parfitt     | Gran Bretagna | 3        | 5         |                 |
| 8    | Adam Krajewski     | Polonia       | 3        | 5         |                 |
| NP   | Benito Ramos       | Messico       |          |           |                 |

| Pos. | Atleta                | Nazione     | Vittorie | Sconfitte | Stoccate contro |
| ---- | --------------------- | ----------- | -------- | --------- | --------------- |
| 1    | Erkki Kerttula        | Finlandia   | 6        | 1         | 7               |
| 2    | Per Carleson          | Svezia      | 5        | 2         | 12              |
| 3    | József Sákovics       | Ungheria    | 4        | 4         | 15              |
| 4    | Oswald Zappelli       | Svizzera    | 4        | 4         | 15              |
| 5    | John Fethers          | Australia   | 4        | 4         | 17              |
| 6    | Raimondo Carnera      | Danimarca   | 3        | 5         | 19              |
| 7    | Egill Knutzen         | Norvegia    | 2        | 5         | 16              |
| 8    | Jean-Fernand Leischen | Lussemburgo | 2        | 5         | 17              |
| 9    | Tom Kearney           | Irlanda     | 2        | 6         | 20              |

### Semifinali
Si sono disputate il 24 luglio. Due gruppi eliminatori i primi cinque classificati accedevano al girone finale.
| Pos. | Atleta               | Nazione     | Vittorie | Sconfitte | Stoccate contro |
| ---- | -------------------- | ----------- | -------- | --------- | --------------- |
| 1    | Edoardo Mangiarotti  | Italia      | 9        | 0         | 4               |
| 2    | Erkki Kerttula       | Finlandia   | 6        | 3         | 12              |
| 3    | Oswald Zappelli      | Svizzera    | 6        | 3         | 16              |
| 4    | Carl Forssell        | Svezia      | 5        | 4         | 16              |
| 5    | Carlo Pavesi         | Italia      | 5        | 4         | 20              |
| 6    | Sven Fahlman         | Svezia      | 4        | 5         | 20              |
| 7    | Émile Gretsch        | Lussemburgo | 2        | 6         | 21              |
| 8    | René Dybkær          | Danimarca   | 2        | 6         | 22              |
| 9    | Álvaro Mário Mourão  | Portogallo  | 2        | 7         | 25              |
| 10   | Jean-Baptiste Maquet | Belgio      | 1        | 8         |                 |

| Pos. | Atleta                 | Nazione       | Vittorie | Sconfitte | Stoccate contro |
| ---- | ---------------------- | ------------- | -------- | --------- | --------------- |
| 1    | Mogens Lüchow          | Danimarca     | 7        | 2         | 22              |
| 2    | Per Carleson           | Svezia        | 6        | 3         | 12              |
| 3    | Dario Mangiarotti      | Italia        | 6        | 3         | 15              |
| 4    | József Sákovics        | Ungheria      | 6        | 3         | 18              |
| 5    | Léon Buck              | Lussemburgo   | 5        | 4         | 16              |
| 6    | Allan Jay              | Gran Bretagna | 4        | 5         | 18              |
| 7    | Fathallah Abdel Rahman | Egitto        | 4        | 5         | 19              |
| 8    | Rolf Wiik              | Finlandia     | 4        | 5         | 22              |
| 9    | Ed Vebell              | Stati Uniti   | 3        | 6         | 21              |
| 10   | René Bougnol           | Francia       | 0        | 9         | 27              |

### Girone finale
Si è disputato il 24 luglio.
| Pos.    | Atleta              | Nazione     | Vittorie | Sconfitte | Stoccate contro |
| ------- | ------------------- | ----------- | -------- | --------- | --------------- |
| Oro     | Edoardo Mangiarotti | Italia      | 7        | 2         | 12              |
| Argento | Dario Mangiarotti   | Italia      | 6        | 3         | 16              |
| Bronzo  | Oswald Zappelli     | Svizzera    | 6        | 3         | 18              |
| 4       | Léon Buck           | Lussemburgo | 6        | 3         | 19              |
| 5       | József Sákovics     | Ungheria    | 5        | 4         | 17              |
| 6       | Carlo Pavesi        | Italia      | 4        | 5         | 21              |
| 7       | Per Carleson        | Svezia      | 3        | 6         | 20              |
| 8       | Carl Forssell       | Svezia      | 3        | 6         | 23              |
| 9       | Erkki Kerttula      | Finlandia   | 2        | 7         | 23              |
| 10      | Mogens Lüchow       | Danimarca   | 2        | 7         | 25              |